# Puste jajo płodowe
Puste jajo płodowe – patologia ciąży polegająca na niewytworzeniu się elementów płodu w rozwijającej się ciąży. Prawdopodobnie dochodzi do niej, gdy zarodek obumrze na wczesnym etapie ciąży, a trofoblast rozwija się dalej.  Wymaga różnicowania z poronieniem zatrzymanym.